# Jean Clottes
Jean Clottes (* 1933) je francouzský prehistorik a uznávaný světový odborník na pravěké umění.
Již v roce 1971 byl jmenován ředitelem prehistorických památek ve francouzském regionu Midi-Pyrénées. V roce 1992 se stal generálním inspektorem archeologie francouzského Ministerstva kultury a v letech 1993 až 1999 jeho vědeckým poradcem v oblasti pravěkého jeskynního umění.
V roce 1998 stál v čele vědeckého týmu, který prováděl výzkum slavných paleolitických maleb v jeskyni Chauvet.
Tato díla jsou považována za počátek rozkvětu lidské kreativity a umělecké tvorby v období mladého paleolitu na území Evropy..
Výsledkem jeho vědecké spolupráce s českými vědci (kulturoložkou a historičkou umění Barborou Půtovou a kulturologem a antropologem Václavem Soukupem) je vědecká monografie Pravěké umění: evoluce člověka a kultury (2011). Dále realizoval výzkum pravěkých maleb ve francouzských jeskyních Enlène, Eglises a Placard. Na území západní Afriky studoval monumentální neolitické rytiny žiraf na území afrického Nigeru.
Je členem francouzských i zahraničních archeologických rad, komisí a společností, jako je například Society of Antiquaries of London nebo Académie des Sciences, Lettres et Arts de l’Ardèche. V současnosti je čestným prezidentem Société Préhistorique Française, Société des Études du Lot a prezidentem komise Art Rupestre de l´Union Internationale des Sciences Préhistoriques et Protohistoriques. Organizoval řadu mezinárodních a národních konferencí pravěkého umění a vyučoval na Université de Toulouse II – Le Mirail a jako hostující profesor působil na UC Berkeley. Pravěké parietální umění představil široké veřejnosti také v rámci přednášek realizovaných v Austrálii, Argentině, Belgii, Bolívii, Číně, Kanadě, Velké Británii, Namibii, Španělsku a Švédsku.
Je editorem periodika International Newsletter on Rock Art, jenž je distribuován do 106 světových zemí. Kromě 350 vědeckých článků Clottes napsal nebo editoval více než 20 odborných publikací, jako jsou například Les chamanes de la Préhistoire: Transe et Magie dans les grottes ornées (1996, anglicky 1998, spoluautor David Lewis-Williams), La Grotte Chauvet: L’Art des Origines (2001, anglicky 2003) nebo La Grotte de La Vache (2003, spoluautor Henri Delporte). Z autorských prací lze uvést La vie et l’art des Magdaléniens en Ariège (1999), Grandes girafes et fourmis vertes: Petites histoires de préhistoire (2000) nebo L’art des cavernes préhistoriques (2008, anglicky 2008).
Jde o nositele Národního řádu za zásluhy (1991), Řádu čestné legie (2000) a Řádu akademických palem (2007).